# 힐스테이트 일산
힐스테이트 일산(영어: Hillstate Ilsan)는 대한민국 경기도 고양시 일산서구 킨텍스로 217-21 (대화동 2701)에 위치한 오피스텔 단지이다.

## 같이 보기
- 고양시의 마천루 목록